# Sarah Siegelaar
Sarah Siegelaar, född den 4 oktober 1981 i Heemstede i Nederländerna, är en nederländsk roddare.
Hon tog OS-silver i åtta med styrman i samband med de olympiska roddtävlingarna 2008 i Peking.